# Gestão Tarso Genro no governo do Rio Grande do Sul
O Governo Tarso Genro, também chamado de Gestão Tarso Genro no governo do Rio Grande do Sul tendo ínicio em 1º de janeiro de 2011 e acabando em 1º de janeiro de 2015. O ex-ministro Tarso Genro foi eleito 37.º Governador do Rio Grande do Sul com 54,35% no primeiro turno das eleições estaduais no Rio Grande do Sul em 2010, derrotando a incumbente governadora Yeda Crusius. Sua eleição marcou o retorno do Partido dos Trabalhadores ao executivo estadual gaúcho. 

## Antecedentes

### Governo Yeda Crusius
Nas eleições estaduais em 2006, Yeda Crusius do Partido da Social Democracia Brasileira foi eleita governadora do Rio Grande do Sul, derrotando o ex-governador petista Olívio Dutra. A tucana foi eleita na promessa de "choque de gestão" com cortes agressivos no déficit estadual, que já durava 30 anos, por meio de redução de despesas e reestruturação da máquina pública. O mandato dela foi marcado por controvérsias, como a proposta de aumento no ICMS (algo que havia criticado na campanha e foi rejeitado pela Assembleia Estadual), algo que levou a saída prematura do Democratas e de três secretários de estado do governo, embora ela conseguiu transformar o déficit profundo num superávit no seu segundo ano de governo, as acusações de corrupção e os constantes ataques de partidos de oposição como o PT fez a Yeda se tornar muito impopular entre a população.

### Eleições Estaduais
Nas Eleições estaduais em 2010, Tarso Genro foi escolhido como o candidato petista pela coligação "É pra frente que se anda" recebendo o apoio do Partido Socialista Brasileiro, Partido da República e o Partido Comunista do Brasil, a Yeda também buscou reeleição pela coligação Confirma Rio Grande. No primeiro turno, Tarso foi eleito com mais da metade dos votos, se tornando o 37º Governador do Rio Grande do Sul, com a Yeda ficando em terceiro lugar, atrás de José Fogaça do PMDB.

## Secretariado
Na posse, o gabinete de Tarso Genro foi composto dos seguinte secretários:
      PT (12) /       Independente (8) /       PTB (3) /       PDT (3) /       PSB (2) /       PCdoB (2)
| Pasta                                                | Incumbente                        | Partido | Partido                         | Mandato                                       |
| ---------------------------------------------------- | --------------------------------- | ------- | ------------------------------- | --------------------------------------------- |
| Administração e Recursos Humanos                     | Stela Farias                      |         | Partido dos Trabalhadores       | 1 de janeiro de 2011 - 20 de março de 2014    |
| Agricultura, Pecuária e Agronegócio                  | Luiz Fernando Mainardi            |         | Partido dos Trabalhadores       | 1 de janeiro de 2011 - 20 de março de 2014    |
| Ciência e Tecnologia                                 | Cleber Cristiano Prodanov         |         | Independente                    | 1 de janeiro de 2011 - 1 de janeiro de 2015   |
| Cultura                                              | Luiz Antonio de Assis Brasil      |         | Independente                    | 1 de janeiro de 2011 - 1 de janeiro de 2015   |
| Desenvolvimento Rural, Pesca e Cooperativismo        | Ivar Pavan                        |         | Partido dos Trabalhadores       | 1 de janeiro de 2011 - 20 de março de 2014    |
| Economia Solidária e Apoio à Micro e Pequena Empresa | Maurício Alexandre Dziedricki     |         | Partido Trabalhista Brasileiro  | 1 de janeiro de 2011 - 20 de março de 2014    |
| Educação                                             | José Clóvis de Azevedo            |         | Independente                    | 1 de janeiro de 2011 - 1 de janeiro de 2015   |
| Esporte e Lazer                                      | Kalil Sehbe Neto                  |         | Partido Democrático Trabalhista | 1 de janeiro de 2011 - 20 de dezembro de 2013 |
| Fazenda                                              | Odir Alberto Pinheiro Tonollier   |         | Partido dos Trabalhadores       | 1 de janeiro de 2011 - 1 de janeiro de 2015   |
| Habitação e Saneamento                               | Marcel Martins Frison             |         | Partido dos Trabalhadores       | 1 de janeiro de 2011 - 1 de janeiro de 2015   |
| Infraestrutura e Logística                           | Beto Albuquerque                  |         | Partido Socialista Brasileiro   | 1 de janeiro de 2011 -                        |
| Justiça e Direitos Humanos                           | Fabiano Pereira                   |         | Partido Socialista Brasileiro   | 1 de janeiro de 2011 - 20 de março de 2014    |
| Meio Ambiente                                        | Jussara Cony                      |         | Partido Comunista do Brasil     | 1 de janeiro de 2011 - 4 de abril de 2012     |
| Obras Públicas, Irrigação e Desenvolvimento Urbano   | Luiz Carlos Busato                |         | Partido Trabalhista Brasileiro  | 1 de janeiro de 2011 - 19 de março de 2014    |
| Política para Mulheres                               | Márcia Elisângela Américo Santana |         | Partido dos Trabalhadores       | 1 de janeiro de 2011 -                        |
| Saúde                                                | Ciro Simoni                       |         | Partido Democrático Trabalhista | 1 de janeiro de 2011 - 20 de dezembro de 2013 |
| Segurança Pública                                    | Airton Aloisio Michels            |         | Independente                    | 1 de janeiro de 2011 - 1 de janeiro de 2015   |
| Trabalho e Desenvolvimento Social                    | Luís Augusto Lara                 |         | Partido Trabalhista Brasileiro  | 1 de janeiro de 2011 - 20 de março de 2014    |
| Turismo                                              | Dilce Abgail Rodrigues Pereira    |         | Partido Comunista do Brasil     | 1 de janeiro de 2011 - 20 de março de 2014    |

| Pasta                                          | Incumbente                       | Partido | Partido                                     | Mandato                                     |
| ---------------------------------------------- | -------------------------------- | ------- | ------------------------------------------- | ------------------------------------------- |
| Brigada Militar                                | Sérgio Roberto de Abreu          |         | Independente                                | 1 de janeiro de 2011 -                      |
| Casa Civil                                     | Carlos Pestana Neto              |         | Partido dos Trabalhadores                   | 1 de janeiro de 2011 - 1 de janeiro de 2015 |
| Casa Militar                                   | Leandro Ribeiro Fonseca          |         | Independente                                | 1 de janeiro de 2011 -                      |
| Comunicação e Inclusão Digital                 | Vera Maria Spolidoro de Cuadrado |         | Partido dos Trabalhadores                   | 1 de janeiro de 2011 -                      |
| Conselho de Desenvolvimento Social e Econômico | Marcelo Danéris                  |         | Partido dos Trabalhadores                   | 1 de janeiro de 2011 - 1 de janeiro de 2015 |
| Desenvolvimento e Promoção de Investimento     | Mauro Knijnik                    |         | Independente                                | 1 de janeiro de 2011 - 1 de janeiro de 2015 |
| Gabinete de Prefeitos e Relações Federativas   | Afonso Antunes da Motta          |         | Partido Democrático Trabalhista             | 1 de janeiro de 2011 -                      |
| Governo                                        | Estilac Xavier                   |         | Partido dos Trabalhadores                   | 1 de janeiro de 2011 -                      |
| Planejamento, Gestão e Participação Cidadã     | João Constantino Pavani Motta    |         | Partido dos Trabalhadores                   | 1 de janeiro de 2011 - 1 de janeiro de 2015 |
| Polícia Civil                                  | Ranolfo Vieira Júnior            |         | Independente/Partido Trabalhista Brasileiro | 1 de janeiro de 2011 -                      |
| Procurador-geral do Estado                     | Carlos Henrique Kaipper          |         | Partido dos Trabalhadores                   | 1 de janeiro de 2011 - 1 de janeiro de 2015 |